# Antoine de L'Age
Antoine de L'Age (ou de Laage) (1602 - 1er juillet 1635, château de Vincennes). Chevalier, seigneur de Puylaurens, de la Perrusse, de la Ville-Aubrun et de Noyers[Lequel ?], puis duc de Puylaurens, Pair de France.

## Biographie
Issu d'une famille noble originaire de la province du Berry, il fut attaché à la maison de Gaston-Jean-Baptiste de France, duc d'Orléans, et prit de l'ascendant sur lui. Monsieur le fit gentilhomme ordinaire de sa chambre, grand maître de la garde-robe, puis son premier chambellan, surintendant, grand-maître enquesteur et général réformateur des eaux & forests de son apanage et du domaine de la duchesse d'Orléans.
Le favori de Monsieur conseillait le frère de Louis XIII dans ses intrigues contre Richelieu.
C'est Antoine de L'Age qui organisa la fuite de Gaston d'Orléans vers Bruxelles en 1632 après la capture de Henri II de Montmorency. Puis il négocia le retour de son maître avec Richelieu, à condition qu'il se réconcilie avec le roi son frère, Louis XIII. 
Antoine de Laage, sieur de Puylaurens, fut récompensé d'avoir ramené en France Gaston d'Orléans par son mariage avec mademoiselle de Pontchâteau, qui était la nièce au deuxième degré du cardinal de Richelieu, c'est-à-dire la fille de son cousin germain, le Marquis de Coislin. 
Ce mariage eut lieu dès le retour d'exil du prince et de son favori, le 28 novembre 1634, accompagné de l'érection de la seigneurie d'Aiguillon en duché-Pairie, sous le nom de Puylaurens. On pourrait croire que son mariage chez les du Plessis apporterait des garanties de sécurité au favori de Monsieur, mais il n'en fut rien, puisque le nouveau duc sera arrêté par son nouvel oncle à la mode de Bretagne, le Cardinal, dès le 14 février 1635. 
Il sera conduit au Louvre puis emprisonné à Vincennes, avec le sieur de Fargis. Il y mourut sans laisser d'enfants en juillet 1635 (on parla de mort violente) et fut enterré deux jours après aux petits Augustins de Paris.
Sa jeune veuve, Marguerite-Philippe du Cambout, dite  mademoiselle de Pontchâteau, sera remariée par les bons soins de son oncle Richelieu avec le prince Henri de Lorraine, comte de Harcourt, en 1639.
Le duc de Puylaurens par la plume de la Grande Mademoiselle : 

« ...Le cardinal de Richelieu, pour témoigner une entière réconciliation avec Monsieur, avoit fait épouser mademoiselle de Pontchâteau, sa nièce, à présent madame la comtesse d'Harcourt, à M. de Puylaurens, favori de Monsieur, et que l'on avoit fait duc en cette considération. M. de Puylaurens ne fut de ce ballet que pour couvrir l'intention que le cardinal avoit de le faire arrêter ; ce qui s'exécuta peu après son mariage. Il le fit prendre au Louvre pendant une répétition du ballet. Il fut conduit au bois de Vincennes, où il mourut prisonnier assez subitement. L'on a voulu imputer, et avec assez d'apparence, sa mort à la vengeance et à la mauvaise foi de M. le cardinal de Richelieu. Cette nouvelle me donna tous les déplaisirs dont j'étois capable, et l'événement a depuis vérifié que j'avois assez de raison. C'est le seul favori de Monsieur qui m'ait jamais donné sujet de lui vouloir du bien;  il me venoit voir souvent, et, quoiqu'il gagnât mon amitié plutôt par ses confitures que par ses soins et ses complaisances, il avoit néanmoins autant de considération pour moi que si j'eusse été en âge de le pouvoir remarquer. Je laisse à des gens mieux instruits et plus éclairés que moi dans les affaires à parler de ce qui se passa à la cour, et de ce que Monsieur fit ensuite de la prison de Puylaurens... »